# Loredana Groza
Loredana Groza (ur. 10 czerwca 1970) – rumuńska piosenkarka tworząca muzykę pop. Jej debiutancki album, zatytułowany Bună seara iubite (Dobry wieczór, kochanie), wydany w roku 1988 sprzedał się w 1 500 000 kopiach, a tytułowa piosenka pozostaje największym przebojem Grozy do dziś.
Zasiada w jury programu Vocea României od jego pierwszej edycji (rumuńska edycja programu The Voice)

## Dyskografia
- 1988 – Bună seara iubite (Dobry wieczór, kochanie)
- 1989 – Un buchet de trandafiri (Bukiet róż)
- 1994 – Atitudine (Postawa)
- 1995 – Nascută toamna (Urodzona jesienią)
- 1996 – Tomilio
- 1998 – Lumea e a mea (Świat jest mój)
- 1999 – Aromaroma
- 2000 – Diva înamorată (Zakochana diwa)
- 2001 – Agurida
- 2002 – Zaraza (Zaraza)
- 2003 – Fata cu șosete de diamant (Dziewczyna w diamentowych skarpetach)
- 2004 – Extravaganza (Ekstrawagancja)